# Tournoi de clôture du championnat de Bolivie de football 2018
Navigation
Tournoi précédent Tournoi suivant
Le tournoi Clausura de la saison 2018 du Championnat de Bolivie de football est le deuxième tournoi semestriel de la quarante-quatrième édition du championnat de première division en Bolivie. Les 14 équipes se rencontrent deux fois en match aller et match retour. Le  dernier du classement cumulé est relégué directement en deuxième division, l'avant dernier joue les barrages contre une équipe de deuxième division pour tenter de se maintenir.
C'est le Club Deportivo San José qui remporte le tournoi en terminant à la première place avec trois points d'avance sur The Strongest La Paz. C'est le troisième titre de champion de Bolivie de l'histoire du club.

## Qualifications continentales
Le vainqueur du tournoi Clausura est qualifié pour la Copa Libertadores 2019.

## Les clubs participants
- Nacional Potosi
- Club Deportivo Guabirá
- Oriente Petrolero
- Club Bolívar
- Club Blooming
- Universitario de Sucre
- Club Deportivo San José
- Real Potosí
- The Strongest La Paz
- CD Jorge Wilstermann
- Sport Boys Warnes
- Club Aurora - Promu de D2
- Royal Pari FC - Promu de D2
- Destroyers Santa Cruz - Promu de D2

## Compétition
Le barème utilisé pour établir le classement est le suivant :
- Victoire : 3 points
- Match nul : 1 point
- Défaite : 0 point

### Classement
| Rang | Équipe                  | Pts  | J  | G  | N | P  | Bp | Bc | Diff |
| ---- | ----------------------- | ---- | -- | -- | - | -- | -- | -- | ---- |
| 1    | Club Deportivo San José | 53   | 26 | 17 | 2 | 7  | 71 | 38 | +33  |
| 2    | The Strongest           | 50   | 26 | 16 | 2 | 8  | 65 | 29 | +36  |
| 3    | Royal Pari FCP          | 50   | 26 | 15 | 5 | 6  | 51 | 35 | +16  |
| 4    | Club Bolívar            | 47   | 26 | 15 | 2 | 9  | 72 | 45 | +27  |
| 5    | CD Jorge WilstermannT   | 44   | 26 | 13 | 5 | 8  | 42 | 30 | +12  |
| 6    | Sport Boys Warnes       | 41   | 26 | 3  | 5 | 6  | 14 | 22 | -8   |
| 7    | Nacional Potosí         | 38   | 26 | 11 | 5 | 10 | 43 | 40 | +3   |
| 8    | Oriente Petrolero       | 38   | 26 | 11 | 5 | 10 | 27 | 32 | -5   |
| 9    | Club Blooming           | 36   | 26 | 10 | 6 | 10 | 41 | 43 | -2   |
| 10   | Club Deportivo Guabirá  | 30   | 26 | 9  | 3 | 14 | 37 | 48 | -11  |
| 11   | Club AuroraP            | 27   | 26 | 8  | 3 | 15 | 25 | 40 | -15  |
| 12   | Real Potosí             | 22   | 26 | 6  | 4 | 16 | 30 | 68 | -38  |
| 13   | Universitario de Sucre  | 20-3 | 26 | 6  | 5 | 15 | 18 | 50 | -32  |
| 14   | Destroyers Santa CruzP  | 18   | 26 | 4  | 6 | 16 | 22 | 45 | -23  |

|  | Qualification pour la Copa Libertadores 2019                   |
|  | Qualification pour le second tour de la Copa Libertadores 2019 |
|  | T : Tenant du titre P : Promu de D2                            |

- Universitario de Sucre a une pénalité de 3 points pour défaut de paiement envers son ancien entraîneur[1].

### Classement cumulé
Le classement prend en compte les points du tournoi d'ouverture et du tournoi de clôture pour attribuer les places non encore distribuées pour les compétitions continentales.
Le dernier de ce classement est relégué directement, l'avant dernier dispute les barrages pour tenter de se maintenir.
| Rang | Équipe                     | Pts | J  | G  | N  | P  | Bp  | Bc  | Diff |
| ---- | -------------------------- | --- | -- | -- | -- | -- | --- | --- | ---- |
| 1    | Club Deportivo San JoséClo | 84  | 40 | 26 | 6  | 8  | 99  | 49  | +50  |
| 2    | CD Jorge WilstermannOuv    | 44  | 40 | 23 | 7  | 10 | 85  | 42  | +43  |
| 3    | The Strongest              | 72  | 40 | 23 | 3  | 14 | 87  | 45  | +42  |
| 4    | Club Bolívar               | 72  | 40 | 22 | 6  | 12 | 102 | 61  | +41  |
| 5    | Royal Pari FCP             | 64  | 40 | 18 | 10 | 12 | 65  | 53  | +12  |
| 6    | Oriente Petrolero          | 58  | 40 | 16 | 10 | 14 | 53  | 53  | 0    |
| 7    | Nacional Potosí            | 56  | 40 | 16 | 8  | 16 | 64  | 64  | 0    |
| 8    | Sport Boys Warnes          | 55  | 40 | 15 | 10 | 15 | 58  | 69  | -11  |
| 9    | Club Blooming-6            | 53  | 40 | 17 | 8  | 15 | 59  | 62  | -3   |
| 10   | Club Deportivo Guabirá     | 41  | 40 | 11 | 8  | 21 | 60  | 76  | -16  |
| 11   | Club AuroraP               | 41  | 40 | 11 | 8  | 21 | 39  | 61  | -22  |
| 12   | Real Potosí-3              | 35  | 40 | 11 | 5  | 24 | 53  | 115 | -62  |
| 13   | Destroyers Santa CruzP     | 34  | 40 | 7  | 13 | 20 | 44  | 73  | -29  |
| 14   | Universitario de Sucre-3   | 31  | 40 | 8  | 10 | 22 | 36  | 79  | -43  |

|  | Qualification pour la Copa Libertadores 2019                                         |
|  | Qualification pour le premier ou deuxième tour de la Copa Libertadores 2019          |
|  | Qualification pour la Copa Sudamericana 2019                                         |
|  | Qualification pour le barrage de maintien-relégation                                 |
|  | Relégation directe                                                                   |
|  | P : Promu de D2 Ouv : Champion tournoi d'ouverture Clo : Champion tournoi de clôture |

- Points de pénalités pour défaut de paiement de joueur ou d'entraîneur : Club Blooming, 6 points de pénalités
 Real Potosí et Universitario de Sucre 3 points de pénalités.
- Club Deportivo Guabirá qualifié pour la Copa Sudamericana 2019 en tant que vainqueur des play offs de qualification.

#### Barrages maintien-relégation
| Équipe 1                     | Résultat | Équipe 2              | Aller | Retour |
| ---------------------------- | -------- | --------------------- | ----- | ------ |
| Avilés Industrial (2e de D2) | 1 - 4    | Destroyers Santa Cruz | 1 - 2 | 0 - 2  |

- Destroyers Santa Cruz se maintient en première division.

## Bilan de la saison
| Championnat de Bolivie de football 2018 |                                                                        |
| Champion                                | Club Deportivo San José (3e titre)                                     |
| Qualifications continentales            |                                                                        |
| Copa Libertadores 2019                  | CD Jorge Wilstermann Club Deportivo San José                           |
| Copa Libertadores 2019                  | The Strongest (2e tour) Club Bolívar (1er tour)                        |
| Copa Sudamericana 2019                  | Club Deportivo Guabirá Royal Pari FC Oriente Petrolero Nacional Potosí |
| Promotions et relégations               |                                                                        |
| Promus en Primera A                     | Club Always Ready                                                      |
| Relégués en Torneo Simon Bolívar        | Universitario de Sucre                                                 |